# Kaukolanharju
Kaukolanharju este o arie protejată (arie specială de conservare — SAC, sit de importanță comunitară — SCI) din Finlanda întinsă pe o suprafață de 185 ha, integral pe uscat.

## Localizare
Centrul sitului Kaukolanharju este situat la coordonatele 60°46′37″N 23°50′13″E / 60.7769°N 23.8369°E.

## Înființare
Situl Kaukolanharju a fost declarat sit de importanță comunitară în august 1998 pentru a proteja 1 specie de plante. Situl a fost protejat și ca arie specială de conservare în aprilie 2015.

## Biodiversitate
Situată în ecoregiunea boreală, aria protejată conține 7 habitate naturale: Ape oligotrofe din câmpii nisipoase, cu un conținut foarte redus de minerale (Littorelletalia uniflorae), Lacuri și iazuri distrofice naturale, Taiga vestică, Păduri fino-scandinave bogate în ierburi cu Picea abies, Păduri de conifere pe eskere fluvioglaciare sau legate la acestea, Păduri caducifoliate de mlaștină fino-scandinave, Mlaștini împădurite.
La baza desemnării sitului se află o specie protejată de  plante: Herzogiella turfacea.
Pe lângă speciile protejate, pe teritoriul sitului au mai fost identificate 6 specii de plante.